# Eduard Hospodarž
Eduard svobodný pán Hospodarž (německy Eduard Freiherr von Hospodarž) (7. října 1862 Štýrský Hradec – 11. dubna 1945 Vídeň) byl rakousko-uherský důstojník. V c. k. armádě sloužil od roku 1882 a vystřídal působiště u různých jednotek po celé monarchii. Za první světové války se vyznamenal v bojích na východní frontě, v roce 1917 získal prestižní Řád Marie Terezie a byl povýšen na barona. V závěru války byl zástupcem vojenského guvernéra v Černé Hoře a po rozpadu monarchie byl odeslán do penze v hodnosti generálmajora. Později obdržel čestnou hodnost generálporučíka ve výslužbě u wehrmachtu (1938).

## Životopis

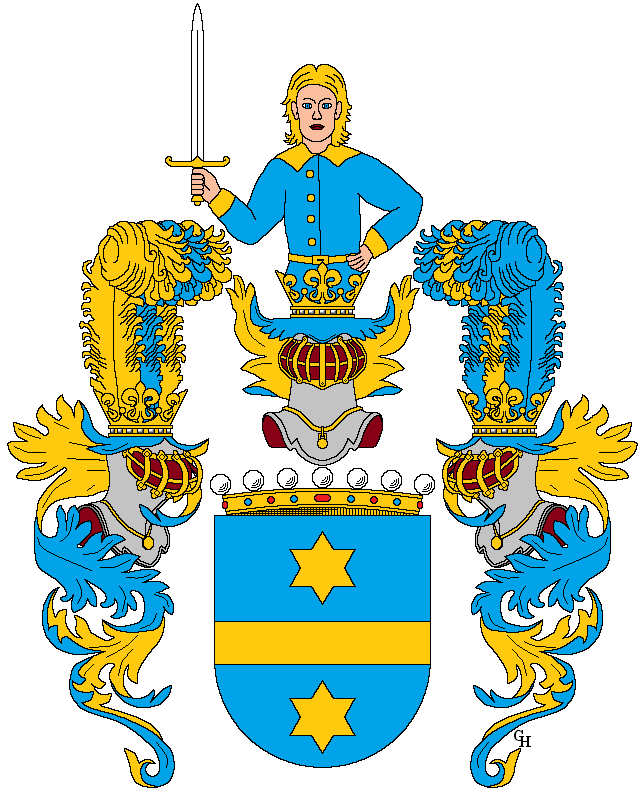
Erb Eduarda Hospodarže při povýšení do stavu svobodných pánů (1917)

Pocházel z Prahy, ale narodil se ve Štýrském Hradci jako syn c. k. plukovníka Julia Hospodarže. Vojenskou průpravu získal na pěchotní kadetní škole v Praze a službu zahájil u 21. pěšího pluku. V roce 1885 byl jako poručík přeložen k 16. pěšímu pluku do Bjelovaru, později sloužil u různých posádek v Rzeszówě a Jarosławi. Postupoval v hodnostech (nadporučík 1889, kapitán 1896), jako major (1909) byl velitelem praporu u 6. pěšího pluku v Budapešti. Od roku 1912 byl velitelem 31. pluku polních myslivců v Záhřebu a o rok později dosáhl hodnosti podplukovníka.
Za první světové války byl povýšen na plukovníka (1915) a do září 1915 byl velitelem kombinovaného pluku polních myslivců, poté převzal velení 8. pěšího pluku. Na východní frontě se vyznamenal v létě 1916 v bojích u řeky Styr v dnešním Bělorusku. Od března 1917 byl velitelem 7. pěchotní brigády, později převzal velení 8. pěší brigády. Od února do listopadu 1918 byl zástupcem vojenského guvernéra v Černé Hoře, kde se podílel na potlačení vzpoury v boce Kotorské.
Po rozpadu monarchie byl k datu 1. ledna 1919 penzionován s titulární hodností generálmajora. Poté žil v soukromí v 18. okrese ve Vídni. Po anšlusu Rakouska obdržel čestnou hodnost generálporučíka wehrmachtu ve výslužbě. Přesné datum jeho úmrtí není známo, podle některých zdrojů zahynul v závěru druhé světové války při bombardování Vídně.

## Tituly a ocenění
Během vojenské služby byl mnohokrát oceněn. Nejvyššího vyznamenání dosáhl v roce 1917, kdy za účast v bojích na východní frontě obdržel rytířský kříž Řádu Marie Terezie. Dekorován byl osobně císařem Karlem I. při 180. řádové promoci ve vile Wartholz 17. srpna 1917. Na základě řádových stanov měl nárok na povýšení do stavu svobodných pánů, který mu byl udělen téhož dne, příslušný majestát byl vyhotoven až v únoru 1918.

### Rakousko-Uhersko
- Jubilejní pamětní medaile (1898)
- Vojenský záslužný kříž III. třídy (1906)
- Vojenský jubilejní kříž (1908)
- Mobilizační kříž (1913)
- Řád železné koruny III. třídy s válečnou dekorací (1914)
- rytířský kříž Leopoldova řádu s válečnou dekorací (1915)
- Vojenský záslužný kříž II. třídy s válečnou dekorací (1915)
- rytíř Vojenského řádu Marie Terezie (1917)
- Karlův vojenský kříž (1917)
- Řád železné koruny II. třídy s válečnou dekorací (1918)
- Vojenská záslužná medaile s válečnou dekorací (1918)

### Zahraničí
- komandérský kříž Řádu rumunské koruny (1912, Rumunsko)
- Železný kříž II. třídy (1915, Německo)
- Železný kříž I. třídy (1916, Německo)